# Trio per a piano núm. 1 (Beethoven)
El Trio per a piano núm. 1 en mi bemoll major, Op. 1 núm. 1, de Ludwig van Beethoven, és un trio per a piano, violí i violoncel compost entre 1793 i 1795. Fou publicat l'octubre de 1795 per Artaria a Viena en el conjunt dels tres Trios Op. 1. Estan dedicats al príncep Karl von Lichnowsky, un dels primers mecenes del compositor a Viena i antic alumne de Wolfgang Amadeus Mozart. · 

## Presentació de l'obra
Primera obra publicada per Beethoven (tres anys després del seu arribada a Viena), el Trio n° 1 era ja imprès, com els seus dos germans del opus 1, de la marca de l'autor, amb la introducció d'un scherzo entra el Adagio i el Final en lloc i plaça del Menuet ja désuet. Aquesta estructura, en quatre moviments, es desmarca d'aquella dels seus il·lustres predecessors a aquesta forma musical que són Haydn i Mozart de la qual els trios no comporten que tres moviments. El trio per a teclat, en efecte, ha considerat com una sonata en trio qui comporta habitualment tres moviments: viu-lent-viu. Existeix un quart moviment viu qui és el minuet, rarament utilitzat i que Beethoven reintroduiria i reemplaçarà pel scherzo. Una altra característica és la longitud de la partició: quatre moviments d'una longitud total de 1109 mesures.
El opus 1 hi va haver jugat sobretot havent de Haydn qui en va fer un elogi mitigat.
Consta de quatre moviments i la seva execució dura aproximadament 30 minuts:
1. Allegro, 4/4, mi bemoll major (293 compassos)
2. Adagio cantabile, 3/4, la bemoll major (123 compassos)
3. Scherzo. Allegro assai, 3/4, Mi bemoll major (215 compassos)
4. Finale. Presto, 2/4, Mi bemoll major (478 compassos)